# Owain Fôn Williams
Owain Fôn Williams (Penygroes (Gwynedd)), 17 maart 1987) is een Welsh profvoetballer die als doelman speelt. Naast het voetbal is hij actief als kunstschilder.

## Clubcarrière
Fôn Williams begon bij Crewe Alexandra maar debuteerde in 2008 bij Stockport County in de League One. Tussen 2011 en 2015 speelde hij meer dan honderdzestig wedstrijden voor Tranmere Rovers. Van 2015 tot 2019 speelde Fôn Williams voor Inverness Caledonian Thistle in de Scottish Premiership.

## Interlandcarrière
Sinds begin 2009 werd Fôn Williams opgeroepen voor het Welsh voetbalelftal. Hij maakte zijn debuut op 13 november 2015 in een vriendschappelijke wedstrijd tegen Nederland in Cardiff (2–3) als invaller na 74 minuten voor Wayne Hennessey. Hij maakte deel uit van de Welshe selectie op het Europees kampioenschap voetbal 2016. Wales werd in de halve finale uitgeschakeld door Portugal (0–2), na in de eerdere twee knock-outwedstrijden Noord-Ierland (1–0) en België (3–1) te hebben verslagen. Williams kwam niet in actie.